# 名誉教授
名誉教授（めいよきょうじゅ、英語: （米）professor emeritus / （英）emeritus professor）とは、日本の学校教育法の規定では、大学（短期大学を含む）、高等専門学校などの高等教育機関に教授等として勤務した者で、教育上及び研究上功績のあった者に対し、各大学・高等専門学校が定める要件及び手続きに基づいて授与される称号。従って、職位呼称ではないが、法的・国際的に認められた栄誉称号であり学術称号の一つ。
戦前は帝国大学及び官公立大学等を対象に勅令により名誉教授及びその待遇が規定されていたが、戦後は1950年の学校教育法改正で関連規定が追加され、すべての大学が当該称号を授与できることとなった。なお、名誉教授は退職者に与えられる形式的な称号であり、当該称号を保持することで賃金が発生することはない。また、名誉教授は法的に規制された称号ではないため、大学以外の研究機関・組織が称号として用いる場合もある。

## 沿革
日本では、大日本帝国憲法下において、1893年（明治26年）8月公布の改正帝国大学令（勅令第82号）第13条「帝国大学ニ功労アリ又ハ学術上効績アル者ニ対シ勅旨ニ由リ又ハ文部大臣ノ奏宣ニ由リ名誉教授ノ名称ヲ与フルコトアルヘシ」により、名誉教授制度が法的に定められ、その導入理由は海外諸国の例に倣ったものとされた。 
大正期に入ると、1914年（大正3年）6月公布の勅令第124号において、「文部省直轄諸学校ノ教育ニ付功労顕著ナル者ニハ文部大臣ノ奏薦ニ依リ名誉教授ノ名称ヲ与フルコトヲ得」とされ、高等商業学校や高等工業学校・高等学校などの文部省直轄の高等教育機関にも名誉教授制度が導入され、加えて1915年（大正4年）8月公布の勅令第152号により、帝国大学及び文部省直轄諸学校の名誉教授は「勅任官ヲ以テ待遇」する公的な身分に位置づけられた。 
その後、帝国大学令とは別に、1918年（大正7年）12月に大学令が制定され、官公私立大学の設置が認められたが、名誉教授に関する規定は設けられなかった。但し、1920年（大正9年）4月公布の勅令第79号において、勅任官待遇を定めた上記勅令第152号中に「官立大学名誉教授」が加えられ、1920年代には官立商科大学・官立医科大学・官立工業大学・官立文理科大学に、次いで高等師範学校にも導入が進められた。 
昭和期の1930年代には、1931年（昭和6年）3月公布の勅令第19号及び第20号により、陸軍省及び海軍省所管の陸軍大学校・陸軍砲工学校・陸軍士官学校・海軍大学校・海軍兵学校・海軍機関学校・海軍経理学校に、同年9月公布の勅令第234号及び第235号により、農林省所管の水産講習所にも名誉教授制度が拡大された。 
なお、上記勅令に関わらず、私立大学においても類似制度が導入されており、早稲田大学では1915年（大正4年）に「名誉教職員規程」、慶應義塾大学では1944年（昭和19年）に「慶應義塾大学名誉教授規程」が定められた。 
参考）帝国大学における「名誉教授ノ名称」受領者第1号
- 東京帝国大学 - 外山正一（1900年3月7日）[15]
- 京都帝国大学 - 木下広次・中澤岩太（1907年3月30日）[16]
- 九州帝国大学 - 大森治豐（1911年5月15日）[17]
- 東北帝国大学 - 山形仲藝（1918年7月8日）[18]
- 北海道帝国大学 - 宮部金吾・南鷹次郎（1927年5月27日）[19]
- 大阪帝国大学 - 長岡半太郎（1934年8月23日）[20]
- 台北帝国大学 - 幣原坦（1938年6月2日）[21]
- 名古屋帝国大学 - 小口忠太（1939年12月28日）[22]
- 京城帝国大学 - 速水滉・高橋亨・藤塚鄰（1940年11月18日）[23]

第二次世界大戦後、1946年（昭和21年）7月公布の勅令第353号において「帝国大学又は官立若しくは公立の大学に、教育上功労のあった者又は学術上功績のあった者及び帝国大学又は官立大学若しくは公立の大学の予科又はこれらの大学の附属専門部、官立若しくは公立の高等学校若しくは専門学校又は官立教員養成諸学校に教育上功労のあった者には、文部大臣の奏薦により、夫々の学校又は大学予科若しくは大学附属専門部の名誉教授の名称を与へることができる。／前項の名誉教授は一級官待遇とする」と定められ、1914年勅令第124号及び1915年勅令第152号は廃止された。「一級官」とは戦前の「勅任官」に相当し、いわば非常勤の国家公務員待遇と解された。 
その後、日本国憲法に基づき1947年（昭和22年）3月に制定された学校教育法には名誉教授に関する規定はなかったが、1950年（昭和25年）4月の改正で「大学は、大学に学長、教授、助教授又は講師として多年勤務した者であって、教育上又は学術上特に功績のあった者に対し、当該大学の定めるところにより、名誉教授の称号を授与することができる」と定められた（第68条の2）。一方で、文部省の同年4月19日通達では、本人の退職後その功労を顕彰する意味で大学が贈る栄誉的称号であると考えられ、これを身分と考えることは適当でなく、国公私立を区別する必要も認められないとされた。
これ以降、名誉教授は待遇を有する呼称ではなく、単なる栄誉的称号へと変わり、学校教育法に基づく統一的性格を保持しつつ、各大学で定められる制度として位置づけられた。
現在の学校教育法上の規定では「大学は、当該大学に学長、副学長、学部長、教授、准教授又は講師として勤務した者であって、教育上又は研究上特に功績のあった者に対し、当該大学の定めるところにより、名誉教授の称号を授与することができる」（平成19年6月27日法律第98号第9章106条）とされ、また、同規定は高等専門学校にも準用された（同法第123条）。

## 要件及び性格
名誉教授の称号は、退職後に、在籍していた各大学（短期大学を含む）及び高等専門学校が定める要件及び手続きにより授与される。2001年（平成13年）の学校教育法改正で勤務年数についての法的文言は削除されたが（「多年勤務」から多年を削除）、各教育機関の規程で、名誉教授称号を受けるための所属年数の原則を独自に定めている場合が多い。
- かつては、名誉教授の称号を受ける大学・短期大学・高等専門学校に一定年数以上（5年以上）所属していなければならなかったが、学校教育法の改正によってこの規定は削除された。
- 名誉教授称号の授与にあたって、准教授または講師（専任講師）としての在籍期間をどう算定するかは、それぞれの教育機関の名誉教授称号授与規程によって異なっている。具体的には、准教授や講師の期間は算定に含めない例や准教授や講師の期間は教授在籍期間の2分の1として計算するという例がある。例えば東京大学では「東京大学（以下「本学」という）の総長又は教授として在職5年以上で退職したこと」[26] と定めているため、准教授や講師の期間は算定に含められない。一方、大阪大学では基本を「教授として満15年以上勤務（第2条）」とし、「准教授又は専任講師として勤務した年数は、その3分の2を第2条の勤務年数に通算（第5条）」としている[27]。
- ただし、在籍期間がこの原則の年数に満たなくても、教育上・研究上顕著な業績（たとえば、当該大学の学長をつとめたり、ノーベル賞などの世界的な賞を受賞している）がある場合には、当該教育機関の判断によって名誉教授の称号が授与されることがある。

名誉教授は、職名・職位ではなく「称号」である。従って、同称号に付随して職務上の義務や賃金が発生することはない。もちろん、名誉教授を専任職でない客員教授や兼任講師（非常勤講師）もしくは役員の理事として当該大学が再び任用することは妨げられない。教育機関によっては、名誉教授に対して研究室や「名誉教授室」 などを用意することもある。東京大学など、名誉教授に文部科学省・日本学術振興会の科学研究費補助金などの研究助成に応募し研究費を受給する権利を継続させる大学もある。
名誉教授の称号を授与された者が、名誉教授にふさわしくない行為を行った場合に、授与機関は名誉教授の称号の授与を取り消すことができる旨を定める場合が多い（例:大阪大学、京都大学、東京大学、名古屋大学）。

## 省庁大学校の名誉教授
省庁大学校においては、各校を規定する法令等に基づき、大学校の校名を付した「○○大学校名誉教授」の称号が、設置者である行政機関や独立行政法人の責任者（長官、理事長など）より授与される場合がある。なお、省庁大学校は、学校教育法第134条が定める同法1条が掲げる学校「以外の教育施設で学校教育に類する教育を行うもの」のうち「他の法律に特別の規定があるもの」に相当する。
参考）名誉教授の称号が存在する大学校
- 警察大学校 - 警察大学校名誉教授 （警察庁長官が授与）
- 防衛大学校 - 防衛大学校名誉教授 （学校長の推薦に基づき、防衛大臣が授与）
- 防衛医科大学校 - 防衛医科大学校名誉教授 （学校長の推薦に基づき、防衛大臣が授与）
- 海上保安大学校 - 海上保安大学校名誉教授
- 水産大学校 - 水産大学校名誉教授
- 職業能力開発総合大学校 - 職業能力開発総合大学校名誉教授

## その他の名誉教授
学校法人学習院のように、初等部（幼稚園、小学校）、中高等部の教諭・教員の退任後に授与されるケースもある。これは退任後も続けて学内サービスを受ける権利を確立することを目的としている。なお、学習院は初等部や中高等部、女子中高等部は「付属」ではなく、幼稚園から大学院まですべてを学校法人学習院が運営する一元的な学校組織となっていることが背景にある。こうした形態は、青山学院など数少ない。学習院中高等部の退任教員の称号は「名誉教授」（学習院名誉教授）であり、学習院大学と大学院の退任教員のみ「大学名誉教授」（学習院大学名誉教授）となる。なお、学校法人学習院はすべての学校に所属しない学校法人学習院に所属の「フェロー」を設けるなど、私学の場合には柔軟な運用がされているため、一概に論じることは難しい（たとえば学習院の場合、学校法人の最高運営機関である理事会を選出し監督する評議会は、父母会が3分の1、同窓会である桜友会が3分の1、幼稚部から大学・大学院までのすべての教職員が3分の1から構成され、この下部に各学校が部門として並列に設置されて運営されている極めて珍しい形態のため、運営機関としての学校法人と教育研究機関としての学校が別になっている）。国内外ともに学校法人や学校単位でのみ称号が授与されるわけではなく、学校とは別に研究センターや研究所が独自の判断で授与する場合もあり（たとえば英国エディンバラ大学では研究所が日本語訳では名誉教授にあたる名誉上級フェローの資格を付与する権限を有し、運営している）、あくまでも名誉教授は称号であるため、運用は付与する機関に委ねられているといえる。

## 叙勲対象
国立大学・公立大学・私立大学で名誉教授になると、旧文部省・現文部科学省より、叙勲の推薦が行われ、国立大学で教授職にあっても、名誉教授への到達年数に満たなければ、同省では叙勲対象から除外したあるいは除外するようである。叙勲となるかどうかは、国立大学教授の場合でも、同一大学における教授としての在職年数が重要視され、当初は10年であったが、その後12年となり現在は15年と言われている。
叙勲の前提となる名誉教授の称号は、基本的には、教育上又は学術上功績があるといういわば実質要件が満たされていることに加え、何年教授として在職したのかといういわば形式要件が満たされているのでなければ、授与されない。授与基準は各大学によって異なり、国立大学だけでも以下のように基準が異なる。
1. 通算規定を設けずに、教授として5年以上在職した者にのみ、選考の上、名誉教授の称号の授与を認める大学[37]
2. 通算規定を設けずに、教授として5年以上在職し、かつ、教育上又は学術上特に功績がある者にのみ、選考の上、名誉教授の称号の授与を認める大学[38]
3. 通算規定を設けた上で、当該大学の専任教授として5年以上かつ大学の教授として15年以上在職し、教育上又は学術上の功績がある者にのみ、選考の上、名誉教授の称号の授与を認める大学[39]
4. 通算規定を設けずに、教授として7年以上在職し、かつ、教育上又は学術上功績のあった者にのみ、選考の上、名誉教授の称号の授与を認める大学[40][41][42][43]
5. 通算規定を設けた上で、教授として10年以上在職し、かつ、教育上又は学術上功績のあった者にのみ、選考の上、名誉教授の称号の授与を認める大学[44][45][46][47]
6. 通算規定を設けた上で、教授として12年以上在職し、かつ、教育上又は学術上功績のあった者にのみ、選考の上、名誉教授の称号の授与を認める大学[48]
7. 通算規定を設けた上で、教授として13年以上在職し、かつ、教育上又は学術上特に功績のあった者にのみ、選考の上、名誉教授の称号の授与を認める大学[49]
8. 通算規定を設けた上で、教授として15年以上在職し、かつ、教育上又は学術上特に功績のあった者にのみ、選考の上、名誉教授の称号の授与を認める大学[50][51][52][53][54][55][56][57][58][36]
9. 通算規定を設けた上で、教授として16年以上在職し、かつ、特に功績のあった者にのみ、選考の上、名誉教授の称号の授与を認める大学[59]
10. 通算規定を設けた上で、大学専任教授として20年以上在職し，教育上又は学術上特に功績のあった者にのみ、選考の上、名誉教授の称号の授与を認める大学[60]
11. 通算規定を設けた上で、当該大学の専任教授として20年以上在職し、教育上又は学術上特に功績のあった者にのみ、選考の上、名誉教授の称号の授与を認める大学[61]
12. 通算規定を設けずに、教授として在職した者であって、かつ、芸術上・教育上又は学術上において、社会的に高い評価を得ている賞等の受賞者あるいはこれと同等以上の者であって、かつ、当該大学の教育・研究上に多大の功績のあった者にのみ、選考の上、名誉教授の称号の授与を認める大学[62]
13. 在職年数を問わず、従って通算規定も設けずに、教育上又は学術上特に功績があった教授にのみ、選考の上、名誉教授の称号の授与を認める大学[63]

なお、名誉教授を授与される本人には、叙勲を辞退する自由がある。

## 関連する称号
- 学校教育法上の称号ではないが、東京大学、東京工業大学及び大阪府立大学では、大学規則において特別栄誉教授の称号を制定し、功労ある教授が退任する際などに授与している。その他に名誉客員教授、特別功労教授などがあるが、いずれも学校教育法によらない大学独自の称号である。